# Abderahmane Soussi
Abderahmane Soussi (30 januari 2003) is een Belgisch voetballer die als flankaanvaller speelt. Hij verruilde Union Sint-Gillis in de zomer van 2021 voor Royal Antwerp FC.

## Carrière
In het seizoen 2020/21 stroomde Soussi door vanuit de jeugd naar het eerste elftal van Union Sint-Gillis, in november 2020 mocht hij van coach Felice Mazzu een eerste keer plaatsnemen op de invallersbank bij het eerste elftal. Op 3 april 2021 mocht Soussi officieel debuteren in de competitiewedstrijd tegen RFC Seraing, in de 87ste minuut viel hij in voor Brighton Labeau. Op het einde van dit seizoen liep zijn contract af waardoor hij de club transfervrij kon verlaten.
In de voorbereiding van het seizoen 2021/22 werd bekend dat Soussi een contract tot de zomer van 2024 ondertekend had bij eersteklasser Royal Antwerp FC. Hij mocht meteen debuteren in de basisopstelling op de eerste competitiespeeldag tegen KV Mechelen.

## Statistieken
| Seizoen | Club              | Land            | Competitie      | Competitie | Competitie | Beker | Beker | Supercup | Supercup | Europa | Europa | Totaal | Totaal |
| Seizoen | Club              | Land            | Competitie      | Wed.       | Dlp.       | Wed.  | Dlp.  | Wed.     | Dlp.     | Wed.   | Dlp.   | Wed.   | Dlp.   |
| ------- | ----------------- | --------------- | --------------- | ---------- | ---------- | ----- | ----- | -------- | -------- | ------ | ------ | ------ | ------ |
| 2020/21 | Union Sint-Gillis | Vlag van België | Eerste klasse B | 3          | 0          | 0     | 0     | —        | —        | —      | —      | 3      | 0      |
| 2021/22 | Royal Antwerp FC  | Vlag van België | Eerste klasse A | 2          | 0          | 0     | 0     | 0        | 0        | 0      | 0      | 2      | 0      |
| 2022/23 | Royal Antwerp FC  | Vlag van België | Eerste klasse A | 0          | 0          | 0     | 0     | —        | —        | 0      | 0      | 0      | 0      |
| Totaal  | Totaal            | Totaal          | Totaal          | 5          | 0          | 0     | 0     | 0        | 0        | 0      | 0      | 5      | 0      |

Bijgewerkt op 22 januari 2023.

## Palmares
| Kampioen Eerste Klasse B | 1x | 2020/2021 |

2 Corbanie ·
3 B. Engels ·
4 Riedewald ·
5 Deman ·
6 Odoi ·
7 Kerk ·
8 Praet ·
9 Chery ·
10 Balikwisha ·
14 Valencia ·
18 Janssen ·
20 Doumbia ·
22 Adekami ·
23 Alderweireld  ·
25 Bataille ·
26 Bozhinov ·
30 Scott ·
33 Van den Bosch ·
46 Smits ·
54 Renders ·
75 Verstraeten ·
81 Devalckeneer ·
91 Lammens ·
Coach: Andries Ulderink